# Kisbárapáti
Kisbárapáti község a Dél-Dunántúli régióban, Somogy vármegyében, a Tabi járásban.

## Fekvése
A Dunántúli-dombság Somogyi-dombságában fekszik, a Koppány folyó mellett. A megyeszékhelytől, Kaposvártól körülbelül 40 kilométerre északra, Balatonföldvártól is nagyjából ugyanekkor távolságra, délre. Szomszédos települések: Fiad és Bonnya.

### Megközelítése
Közúton a Kaposvárt Szántóddal összekötő 6505-ös útról Bonnyapusztánál nyugat felé letérve érhető el a 65 114-es számú mellékúton; központján az abból délnek kiágazó 65 129-es út vezet végig.
Vasúton a MÁV 35-ös számú Kaposvár–Siófok-vasútvonalán érhető el, amelynek két megállási pontja is van a község területén: a falu északi szélén Kisbárapáti megállóhely, amit a 65 114-esből kiágazó 65 318-as út szolgál ki, illetve Bonnya megállóhely, ahová a 65 317-es út vezet.

## Története
A község több hajdani települése nyomát őrzi határában: az egyik Gyiszmó néven szerepelt, már az 1055-ös tihanyi alapítólevélben. 1267-ben a Szentszék ezt a birtokot Gyesznó vagy Apáti néven erősítette meg a tihanyi apátság részére. Az 1211-es összeírás szerint Apáti mellett létezett Füzegy nevű helység, s a kettő összevonásából lett azután Füzeapáti. Az 1232-37. évi tizedjegyzékben már megtalálható a Bar településnév is.
1500-ban a Szakadáti családnak voltak itt birtokai, s feljegyezték az Óbár, Újbár neveket ebből az időből. A török koppányi megtelepedését követően e települések többsége odaveszett, az 1573-74-es török kincstári adólajstromban Óbár hat adózó házzal szerepelt. A törökök kiűzése után a veszprémi püspökség birtoka lett a környék, az ő telepítési politikájuknak következtében Kisbáron magyarok, Apátiban délszlávok települtek le. A telepítés idején, 1724-33 között alakult ki a mai faluhatár, s a Festetics család is szerzett birtokokat ebben az időben.
1772-ben Kisbárapátinak már volt elemi iskolája és római katolikus plébániája, temploma 1768-ban épült. 1785-ben több mint nyolcszáz lakost számláltak össze itt. A jobbágyfelszabadításra 1858-ban került sor, ekkor jutott földhöz 51 úrbéres jobbágy és 28 zsellér. A lélekszám 1848-ra megközelítette, majd a századfordulóra elkerülte az ezret. Az 1871-es községtörvény eredményeként jött létre Kisbári Körjegyzőség, amelyhez Bonnya és Fiad is tartozott.
A falu neve hivatalosan 1908-ban lett Kisbárapáti. Korábbi neve Kisbár volt. Ekkor hozták létre a Hangya szövetkezetet, s iparos- és gazdakör alakult, lövészegylet kezdte meg munkáját. A Nagyatádi-féle földreform során jelentős szántót és házhelyet osztottak ki, a legnagyobb birtokos továbbra is a veszprémi püspökség maradt, 800 hold földdel. Később téeszek alakultak, majd ezek megszűnésével nehéz helyzetbe kerültek az itt élők, hiszen a munkát jelentő mezőgazdaság jelentősen megcsappant.

## Közélete

### Polgármesterei
- 1990–1994: Fazekas István (független)[3]
- 1994–1998: Fazekas István (független)[4]
- 1998–2002: Fazekas István (független)[5]
- 2002–2006: Fazekas István (független)[6]
- 2006–2010: Kiss Jánosné (független)[7]
- 2010–2014: Kiss Jánosné (független)[8]
- 2014–2019: Kiss Jánosné (független)[9]
- 2019–2024: Keszegné Csordás Krisztina (független)[10]
- 2024– : Keszegné Csordás Krisztina (független)[1]

Az önkormányzat címe: 7282 Kisbárapáti, Fő u. 82., telefon- és faxszáma: 84/575-016; hivatalos honlapja: www.kisbarapati.hu

## Egyházi közigazgatás

### Római katolikus egyház
A Kaposvári egyházmegye (püspökség) Balatoni főesperességének Somogyvári esperesi kerületéhez tartozik. Önálló plébánia, plébániatemplomának titulusa: Nagy Szent Teréz. Fíliaként hozzátartozik Bonnya, Fiad, Nágocs, Somogyacsa, Bonnyapuszta, Gerézdpuszta.

## Természeti értékek
Erdői gazdag élővilágot rejtenek. A vadállományban nem ritka az őz, a szarvas és a vaddisznó sem, így a terület a vadászok kedvelt célterülete.

## Népesség
A település népességének változása:
| Lakosok száma | 418  | 385  | 375  | 339  | 330  | 348  | 325  |
|               | 2013 | 2014 | 2015 | 2021 | 2022 | 2023 | 2024 |

A 2011-es népszámlálás során a lakosok 98,8%-a magyarnak, 8,7% cigánynak, 1% németnek mondta magát (0,5% nem nyilatkozott; a kettős identitások miatt a végösszeg nagyobb lehet 100%-nál). A vallási megoszlás a következő volt: római katolikus 73,6%, református 5,2%, evangélikus 0,5%, felekezet nélküli 9,7% (9,7% nem nyilatkozott).
2022-ben a lakosság 78,2%-a vallotta magát magyarnak, 5,5% cigánynak, 0,3% németnek, 1,5% egyéb, nem hazai nemzetiségűnek (21,2% nem nyilatkozott; a kettős identitások miatt a végösszeg nagyobb lehet 100%-nál). Vallásuk szerint 40% volt római katolikus, 4,5% református, 0,6% evangélikus, 0,6% egyéb keresztény, 3% egyéb katolikus, 5,8% felekezeten kívüli (45,5% nem válaszolt).

## Nevezetességei
- Római katolikus Nagy Szent Teréz-templomát 1775 és 1778 között Bajzáth József veszprémi püspök építtette barokk stílusban. Fő- és mellékoltárának képeit, ahogy a mennyezetfreskókat korábban id. Dorfmeister Istvánnak tulajdonították, de Galavics Géza kutatásai az 1990-es években tisztázták, hogy azokat valójában Franz Xaver Bucher festette 1780 körül.[13] A kisbárapátiak jelentős része római katolikus vallású. A templom a 2000-es években kapott új külsőt. A több millió forintos felújítás során újravakolták az egész épületet, s színesfém lemezekkel fedték be a tetőt.
- Világháborús emlékmű: A két világháborúban elhunyt hősi halottak tiszteletére egy emlékművet állítottak a településen élők, amelyre több évtizeddel ezelőtt felkerült az összes kisbárapáti neve, aki életét adta a 20. század háborúiban.